# Robin Hood (Anime)
Robin Hood (jap. ロビンフッドの大冒険, Robin Fuddo no Daibōken, dt. „Robin Hoods großes Abenteuer“) ist ein von Tatsunoko Productions produzierter Anime. Die 52 Folgen wurden vom 29. Juli 1990 bis zum 28. Oktober 1992 auf dem japanischen Fernsehsender NHK ausgestrahlt. Die deutsche Erstausstrahlung fand Mitte der 1990er Jahre auf RTL II statt, später lief Robin Hood auch auf ORF sowie Premiere World.
2008 erwarb der deutsche Vertrieb NEW KSM die Lizenzen einiger klassischer Anime-Serien, darunter auch Robin Hood. Diese wurden Ende 2008 und Anfang 2009 komplett in mehreren DVD-Boxen veröffentlicht, jedoch nur mit der deutschen TV-Synchronisation.

## Handlung
England im 12. Jahrhundert: Nachdem die Eltern des jungen Robert Huntington auf mysteriöse Weise ums Leben gekommen sind, wird er im Auftrag von Lord Alwine aus seinem Schloss vertrieben. Robert flüchtet daraufhin mit seinem Cousin Will und seinen beiden Cousinen Winnifred und Barbara in den naheliegenden Sherwood Forest. Dort lernen sie Little John, Mutch und ihre Sherwood-Bande kennen. Bald darauf treffen sie auf die Adlige Marian Lancaster. Sie soll von Bischof Herford, einen von Alwines Komplizen, zwangsadoptiert werden, damit dieser in den Besitz ihres goldenen Kreuzes kommt. Mit Hilfe des Kreuzes will Lord Alwine den versteckten Schatz im Sherwood Forest finden. Doch Robin und seine Freunde wollen dies unter allen Umständen verhindern.

## Charaktere
- Robert Huntington: Robin ist der Sohn von George und Mary Huntington. Nach dem mysteriösen Tod seiner Eltern und dem Niederbrennen seines Schlosses flüchtet er mit seinem Cousin Will und seinen beiden Cousinen Winnifred und Barbara vor Lord Alwines Soldaten in den Sherwood Forest. Seitdem stellt er sich auf die Seite der Schwachen und Armen und bekämpft Lord Alwines fiese Machenschaften mit Hilfe eines magischen Bogens, den er von seinem Vater geerbt hat. Robin legt hohen Wert auf Gerechtigkeit und stiehlt bewusst nur ein einziges Mal, um dann seine Beute an die Armen zu verteilen.
- Marian Lancaster: Marian gehört dem Adelsgeschlecht der Lancasters an. Ihr wertvollster Besitz ist ihr Familienwappen in Form eines goldenen Kreuzes, welches sie um ihren Hals trägt. Marian soll von Bischof Herford adoptiert werden, damit dieser seine Macht festigen kann. Im Laufe der Geschichte entwickelt sie aufgrund ihres enormen Hasses auf Lord Alwine und durch die magischen Kräfte ihres Kreuzes verstärkt übernatürliche Fähigkeiten. Ansonsten gehört sie zu den engsten Freunden von Robin.
- Will: Will ist Robins Cousin und der große Bruder von Winnifred und Barbara. Trotz seiner ängstlichen Art unterstützt er Robin stets im Kampf.
- Winnifred: Winnifred ist die Schwester von Will und Barbara. Sie kümmert sich aufopferungsvoll um ihre kleine Schwester sowie um den „Haushalt“ im Wald.
- Barbara: Barbara ist die Jüngste in der Gruppe und fühlt sich aufgrund des großen Altersunterschiedes oft ausgegrenzt und einsam.
- Lord Alwine: Er ist der Statthalter von Nottingham und für seine Grausamkeiten bekannt. Zwischen ihm und der Familie Huntington existiert ein schon Jahre dauernder Konflikt, dem auch Robins Eltern zum Opfer fielen. Angetrieben wird Lord Alwine vor allem durch seine Machtgier. Mithilfe von Marians goldenem Kreuz versucht er, an den legendären Schatz im Sherwood Forest zu kommen und so zum reichsten und mächtigsten Mann Englands aufzusteigen. Später wandelt er sich kurzzeitig zum Guten, verfällt jedoch durch Prinz Johns Intrige gegen König Richard wieder der Bosheit und setzt wie dieser Großzügigkeit nur noch als Machtmittel ein.
- Bischof Herford: Herford ist der Bischof des Landes und unterstützt Alwine bei dessen Plänen. Durch die Adoption Marians will er an den Besitz der Lancasters gelangen und somit seinen Einflussbereich auszubauen. Trotzdem ist er nicht so skrupellos wie Alwine und verlässt Nottingham, als dieser einen Mord an Prinz John plant.
- Bruder Tuck: Bruder Tuck ist ein weiser Mönch und ein alter Freund der Familie Huntington. Er lebt alleine im Sherwood Forest und bastelt ständig an neuen Erfindungen, die ihm das Fliegen ermöglichen sollen. Robin fragt ihn oft um Rat, wenn es um schwierige Entscheidungen geht.
- Little John: Little John ist der Anführer der Räuberbande vom Sherwood Forest und ein guter Freund Robins. Wegen Johns räuberischer Aktivitäten kommt es zwischen den beiden jedoch oft zu Streit.
- Mutch: Mutch ist die „rechte Hand“ von Little John und hat oft unter der schlechten Laune seines Chefs zu leiden.
- Ritter Gilbert: Gilbert ist Anführer der „Ritter der schwarzen Rose“. Er steht anfangs im Dienste Lord Alwines und muss dessen abscheuliche Befehle ausführen. Seine Aufgabe ist es, Robin zu töten und Lady Marian zum Schloss des Lords zu bringen. Schließlich wendet er sich aber von Alwine ab und lebt lange als einsamer Rächer. Später entwickelt er sich zu einem Freund Robins.
- Cleo: Cleo ist Gilberts jüngere Schwester und wurde als Klosterschülerin erzogen. Durch eine Intrige Alwines schließt sie sich den „Rittern der schwarzen Rose“ an, um sich an Robin, dem vermeintlichen Mörder ihres Bruders, zu rächen. Nachdem Robin die Intrige aufklären kann, wird sie eine enge Freundin von ihm.
- Richard Löwenherz: Er ist der auf einem Kreuzzug verschollene König Englands und taucht erst im späteren Abschnitt auf. Seit einem Mordanschlag seines Bruders Prinz John, dem er knapp entkommen konnte, fehlt ihm jegliche Erinnerung an seine Vergangenheit. Von Little John bekommt er nur den Namen ‘‘Big‘‘. Erst zum Ende hin weiß er wieder, wer er ist und kehrt in sein Königtum zurück.
- Prinz John: Scheint sich zunächst ernsthaft um seinen Bruder Richard zu sorgen, versucht jedoch insgeheim durch einen Auftragsmord selbst an die Macht in England zu gelangen. Zudem neigt er zu Wutausbrüchen. Beim Treffen mit Lord Alwine muss er allerdings feststellen, dass dieser ihm, was Bosheit angeht, bei weitem übertrifft.

## Synchronisation
| Rolle            | Japanischer Sprecher (Seiyū) | Deutscher Sprecher |
| ---------------- | ---------------------------- | ------------------ |
| Robin Hood       | Kazue Ikura                  | David Nathan       |
| Marian Lancaster | Naoko Matsui                 | Katja Strobel      |
| Gilbert          | Toshihiko Seki               | Stefan Fredrich    |
| Will             | Yūko Mita                    | Simon Jäger        |
| Winnifred        | Maria Kawamura               | Eva Michaelis      |
| Lord Alwine      | Masashi Ebara                | Bodo Wolf          |
| Lord Herford     | Yutaka Shimaka               | Alexander Herzog   |
| Little John      | Bin Shimada                  | Oliver Feld        |
| Mutch            | Mayumi Tanaka                | Björn Schalla      |
| Bruder Tuck      | Kenichi Ogata                | Axel Lutter        |
| Cleo             | Chieko Honda                 | Maud Ackermann     |
| Prinz John       | Issei Futamata               | Torsten Michaelis  |
| Erzählerin       | -                            | Traudel Haas       |

## Episodenliste
Die Erstausstrahlung war 1990 auf dem japanischen Sender NHK zu sehen. Die deutschsprachige Erstausstrahlung erfolgte 1995 beim Fernsehsender RTL II.
| Episoden-Nr. | Deutscher Titel                      | Deutschsprachige Erstausstrahlung (D) |
| ------------ | ------------------------------------ | ------------------------------------- |
| 1            | Marian                               | 7. April 1995                         |
| 2            | Geheimnisvoller Sherwood Forrest     | 10. April 1995                        |
| 3            | Der magische Bogen                   | 11. April 1995                        |
| 4            | Die Hütte im Wald                    | 12. April 1995                        |
| 5            | Ghisborne, der Rächer                | 13. April 1995                        |
| 6            | Gentlemen-Banditen                   | 14. April 1995                        |
| 7            | Die Verwechslung                     | 17. April 1995                        |
| 8            | Zu Spät                              | 18. April 1995                        |
| 9            | Gestern Feind, heute Freund?         | 19. April 1995                        |
| 10           | In Den Kerkern von Nottingham Castle | 20. April 1995                        |
| 11           | Der Plan des Bischofs                | 21. April 1995                        |
| 12           | Maskerade                            | 24. April 1995                        |
| 13           | Die Adoption                         | 25. April 1995                        |
| 14           | Barbara und der Wolf                 | 26. April 1995                        |
| 15           | Eine unerwartete Wendung             | 27. April 1995                        |
| 16           | Ein ungleicher Kampf                 | 28. April 1995                        |
| 17           | Wettlauf mit der Zeit                | 1. Mai 1995                           |
| 18           | Bruder Tucks große Stunde            | 2. Mai 1995                           |
| 19           | Erica                                | 3. Mai 1995                           |
| 20           | Der Erdrutsch                        | 4. Mai 1995                           |
| 21           | Der Löwe ist los                     | 5. Mai 1995                           |
| 22           | Das Geisterhaus                      | 8. Mai 1995                           |
| 23           | Die Wunderwaffe                      | 9. Mai 1995                           |
| 24           | Das Mädchen in Schwarz               | 10. Mai 1995                          |
| 25           | Der Hinterhalt                       | 11. Mai 1995                          |
| 26           | Die Ruhe nach dem Sturm              | 12. Mai 1995                          |
| 27           | Der Findling                         | 15. Mai 1995                          |
| 28           | Die Legende vom fliegenden Schiff    | 16. Mai 1995                          |
| 29           | Die Prophezeiung                     | 17. Mai 1995                          |
| 30           | Die List des Barons                  | 18. Mai 1995                          |
| 31           | Die Rache der Banditen               | 19. Mai 1995                          |
| 32           | Ein Vater für Barbara                | 22. Mai 1995                          |
| 33           | Der verseuchte Fluß                  | 23. Mai 1995                          |
| 34           | Die Stimme aus dem Nebel             | 24. Mai 1995                          |
| 35           | Die guten alten Zeiten               | 25. Mai 1995                          |
| 36           | Der mysteriöse Wildhüter             | 26. Mai 1995                          |
| 37           | Sherwood Forrest brennt              | 29. Mai 1995                          |
| 38           | Der Schatz in den Wäldern            | 30. Mai 1995                          |
| 39           | Das Licht der Freundschaft           | 31. Mai 1995                          |
| 40           | Alwyns 2. Chance                     | 1. Juni 1995                          |
| 41           | Verrat an England                    | 2. Juni 1995                          |
| 42           | Der See der Wahrheit                 | 5. Juni 1995                          |
| 43           | Der Unglücksrabe                     | 6. Juni 1995                          |
| 44           | Die entscheidende Schlacht           | 7. Juni 1995                          |
| 45           | Eine starke Truppe                   | 8. Juni 1995                          |
| 46           | Mann ohne Gedächtnis                 | 9. Juni 1995                          |
| 47           | Der König von England                | 12. Juni 1995                         |
| 48           | Der falsche Robin                    | 13. Juni 1995                         |
| 49           | Der Prinz des Waldes                 | 14. Juni 1995                         |
| 50           | Die Entscheidung                     | 15. Juni 1995                         |
| 51           | Die Krönung                          | 16. Juni 1995                         |
| 52           | Der König der Wälder                 | 19. Juni 1995                         |

## Kritiken
„Spannende, mitreißende und zutiefst traurige Geschichten. Über Tugend, Freundschaft und Selbstfindung. Eines der größten Meisterwerke in der Geschichte des Animes! Absolut empfelenswert!“